# Dusterlake

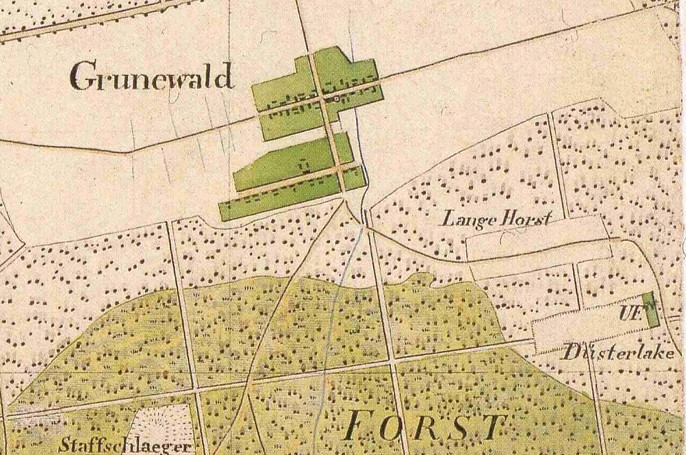
Grunewald und Dusterlake, Ausschnitt aus dem Urmesstischblatt 2946 Hammelspring von 1825

Dusterlake, älter auch Düsterlake ist ein Wohnplatz im Ortsteil Grunewald der Stadt Templin im Landkreis Uckermark (Brandenburg). Er geht zurück auf ein Forsthaus, das 1793 an der dustern Lacke errichtet wurde. Der Name Dusterlake wurde von der Försterei Dusterlake auch auf den 1,5 km westnordwestlich gelegenen Teil des Wohnplatzes dieses Namens übertragen.

## Lage
Der heutige Wohnplatz Dusterlake ist quasi zweigeteilt. Der eine Teil liegt nicht einmal 200 Meter von der Grunewalder Parkstraße von Grunewald entfernt, während die Försterei Dusterlake 1,3 km südöstlich vom östlichen Ortsausgang von Grunewald liegt. Die Försterei Dusterlake liegt etwa 11 km Luftlinie südlich von der Innenstadt von Templin. Nur etwa 800 Meter östlich der Försterei beginnt der Solarpark Templin – Groß Dölln. Das Forsthaus Dusterlake liegt auf 54 m ü. NHN.

## Geschichte
Der Wohnplatz Dusterlake geht zurück auf ein Forsthaus, das 1793 auf einem Areal von acht Morgen an der dustern Lacke errichtet wurde. Es gehörte damals zum Amt Zehdenick. Die Schreibweise des Wohnplatzes ist uneinheitlich und wechselte zwischen Düsterlake (z. B. im Historischen Ortslexikon für Brandenburg) und der heutigen offiziellen Schreibweise Dusterlake.
1801 wurde das Forsthaus für den Königlichen Unterförster vom Reiersdorfer Revier (später Oberförsterei Reiersdorf genannt) von Bratring als Düstern Lack beschrieben. Leider fehlen bei Bratring dann nähere Angaben. Auf dem Urmesstischblatt 2946 Hammelspring von 1825 ist die Unterförsterei Düsterlake verzeichnet, mit zwei größeren Feldern und einer Försterwiese.
1858 bestand der Wohnplatz Forsthaus Düsterlake aus einem Wohnhaus und zwei Wirtschaftsgebäuden, und hatte 10 Einwohner. 1871 hatte die Kleinsiedlung vier Bewohner, ebenso 1884. 1897 werden für Dusterlake acht Einwohner genannt.
Die Försterei Dusterlake gehörte innerhalb der Forstverwaltungshierarchie der Provinz Brandenburg zur Oberförsterei Reiersdorf. Die Oberförsterei Reiersdorf gehörte von 1817 bis 1850 zur Forstinspektion Zehdenick, danach zur Forstinspektion Neustadt-Eberswalde (1868: Forstinspektion Potsdam-Neustadt-Eberswalde genannt), und ab etwa 1901 zur Forstinspektion Potsdam-Joachimsthal. Von 1936 bis 1945 gehörte das Gebiet der Oberförsterei Reiersdorf schließlich zur Stiftung Schorfheide, die dem Preußischen Landforstmeister bzw. dem Reichsforst- und -jägermeister Hermann Göring unmittelbar unterstellt war. 1934 wurde die Oberförsterei Reiersdorf in Forstamt Reiersdorf umbenannt. Die Försterei Dusterlake gehörte dann von 1938 bis 1945 zum neu gebildeten Forstamt Groß Dölln. Nach dem Zweiten Weltkrieg wurde das Forstamt Groß Dölln wieder in Forstamt Reiersdorf umbenannt.
Heute ist im Forsthaus der Förster für das Revier Döllnkrug der Landeswaldoberförsterei Reiersdorf untergebracht.

## Kommunale Zugehörigkeit
Das Forsthaus Dusterlake gehörte von seiner Gründung bis 1840 zum Amt Zehdenik. 1858 gehörte der Schutzbezirk und das Forsthaus Dusterlake zum Gutsbezirk Forstrevier Reiersdorf, zu dem außerdem die namengebende Oberförsterei, der Schutzbezirk und das Forsthaus Wucker, der Schutzbezirk Döllnkrug mit dem Forsthaus Döllnkrug, dem Chausseehaus und dem Gasthaus, und der Schutzbezirk und das Forsthaus Groß Väter gehörten. Einige hoheitliche Aufgaben und Einnahmen verblieben beim Amt Zehdenick.
Mit der Auflösung der Domänenämter und Übertragung der hoheitlichen Aufgaben auf die Kreise und die neu gebildeten Amtsbezirke, kam Dusterlake zum Amtsbezirk 14 Reiersdorf, der die Gemeinden Bebersee, Groß Dölln, Klein Dölln, Groß Väter und Grunewald sowie den Gutsbezirk Reiersdorf mit Döllnkrug, Dusterlake und Wucker umfasste. Zum Amtsvorsteher war der Königliche Oberförster Walter in der Oberförsterei Reiersdorf vorgesehen, der jedoch bereits zum Juni 1872 in die Oberförsterei Havelberg versetzt wurde. 1881 umfasste der Gutsbezirk Königliches Forstrevier Reiersdorf – nun etwas genauer – die Oberförsterei Reiersdorf, Schutzbezirk und Forsthaus Döllnkrug, Schutzbezirk und Forsthaus Dusterlake, Schutzbezirk und Forsthaus Wucker und den Schutzbezirk und das Forsthaus Groß Väter.
1929 wurde der Gutsbezirk Reihersdorf Forst in die Gemeinden Gollin, Grunewald, Vietmannsdorf, Bebersee und Groß Väter eingegliedert. Ein Restareal wurde mit Zehdenick, Forst (Hauptteil) zu einem „Gutsbezirk Schorfheide, Anteil Kreis Templin“ zusammengelegt. Dusterlake wurde nach Grunewald eingegliedert. 1931 und 1967 war Dusterlake ein Wohnplatz von Grunewald.
Nach der Wende schloss sich Grunewald 1993 mit 13 anderen Gemeinden zum Amt Templin-Land zusammen. 2003 wurde Grunewalde zusammen mit den anderen Gemeinden des Amtes Templin-Land per Gesetz in die Stadt Templin eingegliedert. Grunewald ist seither ein Ortsteil der Stadt Templin, Dusterlake ist seither ein Wohnplatz auf der Gemarkung Grunewald.
Der Name hat sich von der Försterei Dusterlake () auf den 1,5 km westnordwestlich gelegenen heutigen Wohnplatz übertragen (Forsthaus hat Straßennamen Dusterlake 1).

## Liste der Förster
- ab 1. April 1850 bis 1860 (†) Förster Körfgen († 20. Oktober 1860)[8] bisher Hilfsaufseher, erhielt die Stelle interimistisch[18] nach Ablauf der Probezeit fest eingestellt[19]
- (1879) bis (1883) Förster Mießner, er erhielt 1876 das Ehrenportepée,[20] er erhielt 1879 das Allgemeine Ehrenzeichen[21] er wurde 1881 zum Hegemeister befördert[22] war 1851 bis (1855) in der Försterei Wensickendorf
- ab 1. Juli 1883 bis 31. März 1888 Förster Eduard Brüsch (* 27. November 1837 in Bredereiche, † 4. Juli 1909), er war von 1875 bis 1876 in der Försterei Woltersdorf, 1876 bis 1883 in der Försterei Neuglienicke tätig,[23] von 1888 bis 1904 (Pensionierung) in der Försterei Beutel in der Oberförsterei Himmelpfort bzw. später Oberförsterei Alt Placht[24]
- 1. April 1888 bis (1906) Förster Ernst Dalchow (* 28. Juli 1853 in Friedrichswalde, Westprignitz), vorher Oberjäger und Forstaufseher zu Sachsenhausen, Diensteintritt: 1. April 1888,[25][24] erhielt 1899 die neue Revierförsterstelle[26] 1901 Revierförster für Dusterlake, Groß Väter und Vietmannsdorf,[10] er erhielt 1904 die Goldene Krone zum Kreuz des Allgemeinen Ehrenzeichens[27][25]
- (1928) bis (1938) Förster Janetzke[28][13]
- (1940) Revierförster Finke[29]